# Tito Vanzetti
Tito Vanzetti (Venezia, 29 aprile 1809 – Padova, 6 gennaio 1888) è stato un chirurgo italiano.

## Biografia
Nacque a Venezia nel 1809 da Lorenzo e Caterina Huszar.
Dopo i suoi primi studi nella città natale; dopo il ginnasio a Padova, si laureò all'Università di Padova in chirurgia nel 1832 e medicina nel 1833. Frequentò quindi la prestigiosa scuola biennale di perfezionamento all'Università di Vienna, riservata ai migliori allievi dell'Impero austriaco.
Tornato a Padova si dedicò alla chirurgia, diventando allievo di Bartolomeo Signoroni.
Nel 1835 si recò in Russia come medico della famiglia del generale Lev Naryškin, poi del generale Michail Voroncov diventando in poco tempo celebre tanto che lo stesso Zar Nicola gli fece dono di un prezioso anello. Nel 1838 divenne professore di Clinica chirurgica all'Università di Charkiv. In Russia, dove eseguì nel 1848 il primo intervento di ovariectomia, operò fino al 1852. Nel 1849 visitò le più importanti cliniche chirurgiche universitarie di Germania, Francia e Gran Bretagna.
Infine nel 1853 divenne professore di Clinica chirurgica nell'Università di Padova dove rimase fino alla morte nel 1888. A Padova fu preside della Facoltà di medicina dal 1860 al 1866 e Magnifico Rettore nel 1863-1864. Fu attivo anche nel campo della nascente elioterapia e nel 1853 guariva con le cure solari elioterapiche le artriti croniche e le osteoperiostiti tubercolari.
Nel 1866, dopo l'annessione del Veneto all'Italia fu tra i 17 professori dell'Università di Padova rimossi dall'insegnamento per le loro simpatie verso l'Impero austriaco, ma l'anno successivo fu reintegrato data la sua fama.
Vanzetti fu un operatore abile e ardito. Particolarmente versato nella chirurgia delle vie urinarie, eseguì numerose cistotomie e litotrissie. A lui si deve il metodo della compressione digitale indiretta nella cura degli aneurismi, l'introduzione del laccio di gomma nell'emostasi e la fasciatura rigida con bende incollate nella terapia ortopedica precorrendo l'uso delle fasciature gessate.
Fu socio di importanti accademie e società scientifiche italiane e internazionali.